# Pachysylvia
Pachysylvia is een geslacht van zangvogels uit de familie vireo's (Vireonidae).

## Soorten
De volgende soorten zijn in dit genus ingedeeld:
- Pachysylvia aurantiifrons  – Goudvoorhoofdvireo
- Pachysylvia decurtata  – Kleine vireo
- Pachysylvia hypoxantha  – Bruinvoorhoofdvireo
- Pachysylvia muscicapina  – Bruinwangvireo
- Pachysylvia semibrunnea  – Roestnekvireo